# Chamosit

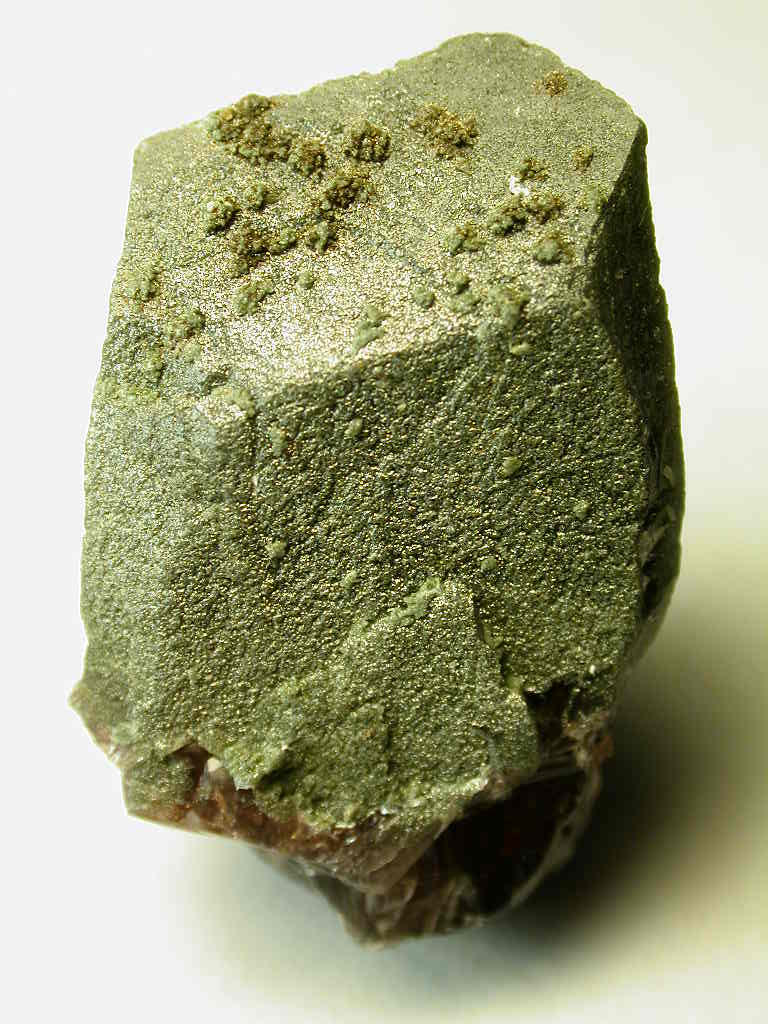
Chamosit z hory Pujva, Chantymansijský autonomní okruh – Jugra, Uralský federální okruh, Rusko

Chamosit je minerál krystalizující v monoklinické soustavě, chemicky zásaditý hlinitokřemičitan hlinito-železnato-železitý – (Fe2+, Mg, Fe3+)5Al (Si3Al) O10(OH, O)8. Patří do skupiny chloritů.
Chamosit poprvé popsal v roce 1820 Pierre Berthier, pojmenoval jej podle typové lokality Chamoson (obec ve švýcarském kantonu Valais).

## Popis
Chamosit je jedna z nejdůležitějších železných rud (obsahuje až 35 % železa). V českých zemích je znám i pod pojmem „nučická ruda“.

## Výskyt
Vyskytuje se v železných sedimentech vzniklých v redukčních podmínkách. Jako hlavní příměsi se vyskytují siderit, magnetit, křemen, pyroxeny, kaolinit a limonit.

## Lokality
Hlavní lokality jsou:
- Chamoson (Švýcarsko)
- Německo
- Irsko
- Anglie
- USA
- Kanada
- Japonsko